# Provincia di Tan-Tan
La provincia di Tan-Tan è una delle province del Marocco, parte della regione di Guelmim-Oued Noun.

## Geografia antropica

### Suddivisioni amministrative
La provincia di Tan-Tan conta 2 municipalità e 5 comuni:

#### Municipalità
- El Ouatia
- Tan-Tan

#### Comuni
- Abteh
- Ben Khlil
- Chbika
- Msied
- Tilemzoun